# Dong Jie
Dong Jie (chiń. 董洁; ur. 31 października 1998 w Huai’an) – chińska pływaczka specjalizująca się w stylu dowolnym, mistrzyni olimpijska.

## Kariera
W sierpniu 2016 roku na igrzyskach olimpijskich w Rio de Janeiro płynęła w sztafecie 4 × 200 m stylem dowolnym, która zajęła czwarte miejsce.
Kilka miesięcy później podczas mistrzostw Azji w Tokio zdobyła srebrny medal na dystansie 800 m stylem dowolnym, uzyskawszy czas  8:35,21.
Na igrzyskach olimpijskich w Tokio w 2021 roku płynęła w wyścigu eliminacyjnym sztafet 4 × 200 m stylem dowolnym i otrzymała złoty medal, kiedy Chinki zwyciężyły w finale. 